# Frigidorchis humidicola
Frigidorchis humidicola là một loài thực vật có hoa trong họ Lan. Loài này được (K.Y.Lang & D.S.Deng) Z.J.Liu & S.C.Chen mô tả khoa học đầu tiên năm 2007.